# Cryptandra pogonoloba
Cryptandra pogonoloba är en brakvedsväxtart. Cryptandra pogonoloba ingår i släktet Cryptandra och familjen brakvedsväxter.

## Underarter
Arten delas in i följande underarter:
- C. p. pogonoloba
- C. p. septentrionalis